# 哈拉布拉乡
哈拉布拉乡，是中华人民共和国新疆维吾尔自治区塔城地区裕民县下辖的一个乡镇级行政单位。

## 行政区划
哈拉布拉乡下辖以下地区：
喀拉乔克村、南哈拉布拉村、霍斯喀巴克村、北哈拉布拉村、加勒格孜阿尕什村和加勒帕克塔勒村。